# Fernando López Arias, Tatahuicapan de Juárez
Fernando López Arias är en ort i Mexiko.   Den ligger i kommunen Tatahuicapan de Juárez och delstaten Veracruz, i den sydöstra delen av landet, 500 km öster om huvudstaden Mexico City. Fernando López Arias ligger 383 meter över havet och antalet invånare är 112.
Terrängen runt Fernando López Arias är huvudsakligen kuperad, men västerut är den bergig. Runt Fernando López Arias är det ganska glesbefolkat, med 42 invånare per kvadratkilometer. Närmaste större samhälle är Pajapan, 12,9 km sydost om Fernando López Arias. Omgivningarna runt Fernando López Arias är en mosaik av jordbruksmark och naturlig växtlighet.